# 強位相 (極位相)
函数解析学と関連する数学の分野において、強位相（きょういそう、英: strong topology）とは、最も細かい極位相、すなわちある双対組上で最大の開集合を伴う位相である。最も粗い極位相は弱位相と呼ばれる。

## 定義
{\displaystyle (X,Y,\langle ,\rangle )} を、実数 {\displaystyle {\mathbb {R} }} あるいは複素数 {\displaystyle {\mathbb {C} }} の体 {\displaystyle {\mathbb {F} }} 上のベクトル空間の双対組とする。{\displaystyle {\mathcal {B}}} を、次に述べる意味で {\displaystyle Y} の元によって評価されているすべての部分集合 {\displaystyle B\subseteq X} の系とする。
{\displaystyle \forall y\in Y\qquad \sup _{x\in B}|\langle x,y\rangle |<\infty .}
このとき、{\displaystyle Y} 上の強位相 {\displaystyle \beta (Y,X)} は、次の形の半ノルムによって生成される {\displaystyle Y} 上の局所凸位相として定義される。
{\displaystyle \|y\|_{B}=\sup _{x\in B}|\langle x,y\rangle |,\qquad y\in Y,\qquad B\in {\mathcal {B}}.}
{\displaystyle X} が局所凸空間であるような特別な場合には、（連続）双対空間 {\displaystyle X'}（すなわち、すべての連続線型汎函数 {\displaystyle f:X\to {\mathbb {F} }} の空間）上の強位相は、強位相 {\displaystyle \beta (X',X)} で定義され、それは {\displaystyle X} 内の有界集合の一様収束位相、すなわち次の形状の半ノルムによって生成される {\displaystyle X'} 上の位相と一致する。
{\displaystyle \|f\|_{B}=\sup _{x\in B}|f(x)|,\qquad f\in X'.}
ただし {\displaystyle B} は {\displaystyle X} 内のすべての有界集合の族について考えられる。この位相を備える空間 {\displaystyle X'} は、空間 {\displaystyle X} の強双対空間（strong dual space）と呼ばれ、{\displaystyle X'_{\beta }} と記述される。

## 例
- {\displaystyle X} がノルム線型空間であるなら、強位相を伴うその（連続）双対空間 {\displaystyle X'} は、バナッハ双対空間 {\displaystyle X'}、すなわち作用素ノルムによって誘起される位相を伴う空間 {\displaystyle X'} と一致する。逆に、{\displaystyle X} 上の {\displaystyle \beta (X,X')}-位相は、{\displaystyle X} 上のノルムによって誘起される位相と一致する。

## 性質
- {\displaystyle X} が樽型空間であるなら、その位相は {\displaystyle X} 上の強位相 {\displaystyle \beta (X,X')} や、組 {\displaystyle (X,X')} によって生成される {\displaystyle X} 上のマッキー位相と一致する。